# Dąbrówka (gmina Kowal)
Dąbrówka – wieś w Polsce położona w województwie kujawsko-pomorskim, w powiecie włocławskim, w gminie Kowal.
W latach 1975–1998 miejscowość należała administracyjnie do województwa włocławskiego. Według Narodowego Spisu Powszechnego (III 2011 r.) liczyła 173 mieszkańców. Jest dwunastą co do wielkości miejscowością gminy Kowal.

## Części miejscowości
| Identyfikator miejscowości | Nazwa miejscowości  | Rodzaj miejscowości |
| -------------------------- | ------------------- | ------------------- |
| 1034254                    | Dąbrówka Druga      | część miejscowości  |
| 1034260                    | Dąbrówka Pierwsza   | część miejscowości  |
| 1034277                    | Dąbrówka Połajewska | część miejscowości  |
| 1034610                    | Osóweczek           | część miejscowości  |
| 0864002                    | Ossówek             | część miejscowości  |

## Znane osoby
- Kazimierz Tański (ur. 4 marca 1774 we wsi Dąbrówka Połajewska, zm. 7 marca 1853 w Łagiewnikach) – generał wojsk polskich, uczestnik insurekcji kościuszkowskiej i wojen napoleońskich